# Ernesto Cucchiaroni
Ernesto Cucchiaroni (Posadas, 1927. november 16. – Posadas, 1971. július 4.) válogatott argentin labdarúgó, csatár, edző.

## Pályafutása

### Klubcsapatban
1949 és 1954 között a Tigre, 1955–56-ban a Boca Juniors, 1956 és 1958 között az olasz AC Milan labdarúgója volt. Az 1956–57-es idényben olasz bajnok, az 1957–58-as idényben BEK-döntős, volt a Milannal. 1958 és 1963 az olasz Sampdoria csapatában szerepelt.

### A válogatottban
1955–56-ban 11 alkalommal szerepelt az argentin válogatottban. Két Copa América tornán vett részt. 1955-ben arany-, 1956-ban bronzérmes lett a válogatott csapattal.

### Edzőként
1964-ben a Huracán vezetőedzője volt.

## Sikerei, díjai
Argentína
- Copa América
  - győztes: 1955, Chile
  - 3.: 1956, Uruguay

 AC Milan
- Olasz bajnokság (Serie A)
  - bajnok: 1956–57
- Bajnokcsapatok Európa-kupája (BEK)
  - döntős: 1957–58